# Península de Taitao
La península de Taitao es un accidente geográfico ubicado en la Región de Aysén, en la zona austral de Chile. Está unida al continente por el istmo de Ofqui.
En el lugar convergen tres placas tectónicas: la de Nazca y la Antártica, que se mueven hacia el este, y la Sudamericana, que se desplaza hacia el oeste.

## Ubicación
Al norte de ella se encuentra el archipiélago de los Chonos; y al sur, separadas por el golfo de Penas, están las islas Guayaneco.

## Geografía
La península de Taitao tiene una geografía muy irregular con una superficie de 12.300 km² y precipitaciones anuales promedio de 6000 mm/año. En su centro se encuentra el lago Presidente Ríos, de 353 km².
La intensa actividad glacial ha esculpido profundos valles, que luego del hundimiento originaron los numerosos fiordos existentes en las orillas de los canales y que permanecen inexplorados.
En el extremo oeste de la península se encuentra el faro Cabo Raper, construido entre 1900 y 1914.

## Historia
Francisco Astaburuaga escribió en 1899 en su obra póstuma Diccionario geográfico de la República de Chile sobre el lugar:
Taitao (Cabo de).-—Promontorio de la costa de la península de su denominación, saliente al Pacífico en toda la ancha base de un monte de 850 metros de altitud, escabroso y pendiente, y cuya extremidad occidental yace en los 45° 53' Lat. y 75° 06' Lon. Á su lado del NE. se abre la bahía de Pingüe-Ana y la entrada oeste del canal de Pulluche, que divide del archipiélago de Chonos la misma península de Taitao.

Taitao (Península de).-—Extensión de territorio comprendido entre los paralelos 45° 50' y 46° 47', y los meridianos 74° 00' y 75° 38'; limitándolo por el N. el canal de Pulluche é islas más australes del archipiélago de Chonos; por el S., el golfo de Penas y península de Tres Montes; por el O., el Pacífico, y por el SE., A istmo de Ofqui, que la une á la tierra firme. Penetran en ella varias prolongaciones de los canales de aquel archipiélago, así como internaciones del Pacífico y de dicho golfo. Es de superficie erizada de montes más ó menos medianos y quebrados, y de clima ligeramente frío y muy lluvioso.

## Canal Ofqui
La península se interpone entre el canal Moraleda y el golfo de Penas, por lo que la navegación debe salir a mar abierta para circunvalar la península de Taitao. Para evitar las inclemencias de la mar abierta a las embarcaciones pequeñas, se comenzó a construir en 1935 el canal Ofqui que debía conectar la laguna San Rafael con el golfo de Penas utilizando para ello los cauces de los ríos Negro y San Tadeo. 
Por diferentes razones, el canal quedó inconcluso.